# Pristimantis mutabilis
A Pristimantis mutabilis a kétéltűek (Amphibia) osztályának békák (Anura) rendjébe, ezen belül a Craugastoridae családjába tartozó faj.
Ez az elsőként felfedezett kétéltűfaj, amely képes megváltoztatni bőrének szerkezetét, felületét a dudorosból simára, vagy fordítva; és ezt csak néhány percen belül. A faj neve, a mutabilis (változékony) is erre utal.

## Felfedezése és rendszertani besorolása
Ezt a békafajt 2015-ben, a „Zoological Journal of the Linnean Society” tudományos havilapban írták le először. A holotípust - az a példány amelyről leírnak egy fajt - 2013-ban gyűjtötték be. A genetikai és alaktani vizsgálatok azt mutatták, hogy a Pristimantis békanem egyik faja. A békáról már 2006-ból tudnak a kutatók, azonban csak 2009-ben fogták be először; és ugyanekkor fedezték fel, hogy mennyire különleges.
A békának egyik rokona, a Pristimantis sobetes is mutat ilyen bőrfelület változtatást, ami arra hagy következtetni, hogy a Pristimantis nemen belül ez a tulajdonság elterjedt lehet.

## Előfordulása
A Pristimantis mutabilis előfordulási területe az Andok ecuadori térsége; azon belül a Pichincha és az Imbabura tartományok.

## Megjelenése
A hím körülbelül 17 milliméter hosszú, míg a nőstény 21-23 milliméteres. Az élő hím háti része a világosbarnától a világos szürkészöldig változik; hátrafelé haladva, élénk zöld vagy a szürkétől a sötétbarnáig változó mintákat láthatunk, ezeket vékony krém vagy fehér szegélyek veszik körül; az oldalain narancssárga bőrkiemelkedések vannak. A hasa a világos szürkétől a barnáig változik, sötétebb, elmosódott foltokkal vagy néhány fehér ponttal. A nőstény vörösesebb árnyalatú. Mint néhány halnál vagy szitakötőnél, az elhunyt Pristimantis mutabilis is elveszti élénk színeit.

## Életmódja
Ez a kétéltű a fákon él, tehát erdőkre van szüksége. Az állományát ez idáig még nem sikerült felmérni, mivel kicsi és a fákon alig észrevehető; azonban az éjjeli „énekléseiről” feltételezhető, hogy gyakori.

## Fordítás
- Ez a szócikk részben vagy egészben  a   Pristimantis mutabilis című angol Wikipédia-szócikk ezen változatának fordításán alapul.  Az eredeti cikk szerkesztőit annak laptörténete sorolja fel. Ez a jelzés csupán a megfogalmazás eredetét és a szerzői jogokat jelzi, nem szolgál a cikkben szereplő információk forrásmegjelöléseként.